# Тукпай
Тукпа́й (каз. Тұқпай) — село у складі Теректинського району Західноказахстанської області Казахстану. Входить до складу Підстепнівського сільського округу.
Населення — 341 особа (2021; 177 у 2009, 58 у 1999, 66 у 1989).